# میخائیلوف (آدیغیه)
میخائیلوف (به لاتین: Mikhaylov) یک منطقهٔ مسکونی در روسیه است که در آدیغیه واقع شده‌است.